# 联合国地名标准化会议
联合国地名标准化会议（英语：United Nations Conferences on the Standardization of Geographical Names，缩写：UNCSGN）是一个由联合国统计委员会组织的定期举办的国际性会议，会议的宗旨是：
- 鼓励各国和国际的地名标准化工作；
- 促进各国已经标准化的地名信息在国际的传播；
- 为每种非罗马化的书写系统发展一套单一的罗马化书写系统。

地名标准化会议每五年举办一次，至今已举办了十届。在两届会议期间，一个由地理学家、语言学家和地图测绘人员等专家组成的联合国地名专家组负责跟踪各项会议决议的履行情况。
| 会 议    | 时 间                  | 地 点    | 会议纪录               |
| -------- | ---------------------- | -------- | ---------------------- |
| 第一届   | 1967年9月4日－22日     | 日内瓦   |                        |
| 第二届   | 1972年5月10日－31日    | 伦敦     |                        |
| 第三届   | 1977年8月17日－9月7日  | 雅典     |                        |
| 第四届   | 1982年8月24日－9月14日 | 日内瓦   |                        |
| 第五届   | 1987年8月18日－31日    | 蒙特利尔 |                        |
| 第六届   | 1992年8月25日－9月3日  | 纽约     |                        |
| 第七届   | 1998年1月13日－22日    | 纽约     |                        |
| 第八届   | 2002年8月27日－9月5日  | 柏林     |                        |
| 第九届   | 2007年8月21日－30日    | 纽约     | [ 永久 ]               |
| 第十届   | 2012年7月31日 - 8月9日 | 纽约     | （页面存档备份，存于） |
| 第十一届 | 2017年8月8日 - 8月17日 | 纽约     | （页面存档备份，存于） |